# Diego Tardelli
Diego Tardelli (Santa Bárbara d'Oeste, São Paulo, Brasil, 10 de mayo de 1985) es un futbolista brasileño que juega de delantero y se encuentra sin equipo tras abandonar el Santos F. C. de Brasil.

## Trayectoria

### Inicios
Nacido en Santa Bárbara d'Oeste, São Paulo, Tardelli fue un producto de la cantera del São Paulo. Tenía períodos de préstamos en el extranjero con de La Liga Real Betis (en la última parte de 2005 a 06) y el club de la Eredivisie PSV Eindhoven (en 2006-07).

### Flamengo
Tardelli se unió a Flamengo en enero de 2008, y anotó el gol de la victoria en la final de la Taça Guanabara contra Botafogo. Una vez más, en la final de la Liga Estatal de Río de Janeiro de 2008 contra Botafogo, ingresó en el segundo tiempo y le cambió el juego. Marcó un gol y puso un pase de gol a Obina.
Tardelli herido seriamente a sí mismo el 3 de agosto de 2008, en un partido contra el Cruzeiro. Se fracturó el brazo derecho tras caer torpemente. Una cirugía ha sido necesario, y el personal médico del Flamengo indicado que estaría fuera de jugar hasta el final de 2008.
Después de recuperarse más rápido de lo esperado, exactamente cuatro meses después de romperse el brazo, el 23 de noviembre de 2008. Tardelli volvió al campo en la segunda mitad del partido contra el Cruzeiro, pero esta vez lejos de Río de Janeiro. Él fue expulsado en el último minuto después de discutir con el árbitro Carlos Simon reclamando un penal.

### Atlético Mineiro
Tardelli dejó el Flamengo, el 12 de enero de 2009, y posteriormente fichó por el equipo de la liga compañeros Atlético Mineiro.
Tardelli fue vinculado con un traspaso al club francés AS Saint-Etienne, pero Atlético Mineiro se negó a dejar que se vaya antes de que el final de la temporada 2009.

### Anzhi Makhachkala
El 8 de marzo de 2011 Tardelli completó un movimiento a lado ruso Anzhi, tras un examen médico a fondo en la base de entrenamiento de pretemporada de la Dagi. El club habría pagado € 7,5 millones para los 25 años de edad, el delantero en un contrato de cuatro años.
Tardelli comenzó en sólo siete partidos durante toda la campaña, y no pudo encontrar la red en sus 13 apariciones. Él también estuvo fuertemente vinculado con un movimiento de regreso a su tierra natal después de luchar para adaptarse a la vida en Rusia.

### Al-Gharafa
En el 10 de enero de 2012 Tardelli anunció que había puesto la pluma al papel en un contrato de dos años y medio de duración con el lado catarí Al-Gharafa. Su tasa de transferencia se informó en 7 millones de €.
Hizo su debut el 20 de enero de 2012, la falta de un tiro penal 30 minutos después de entrar como sustituto en la derrota por 2-0 ante el Al Khor. En su segundo partido jamás Liga de Campeones asiática, que anotó un doblete con el fin de salvar un empate ante el Al-Hilal FC el 21 de marzo.

### Atlético Mineiro
El 18 de enero de 2013, su madre, Ivânia, a través de Twitter, anunció el regreso de Tardelli al Atlético Mineiro. Sus palabras fueron: "Muito Feliz Meu filho this de volta ao Galo Obrigado, señor!.!" ("Estoy muy feliz! Mi hijo va a volver a Galo. Gracias, Señor!"). Tardelli se reincorpora al club en calidad de préstamo hasta el 2014 la Copa Mundial de la FIFA. El valor de la negociación es revelada.
En enero, el 27, Diego Tardelli confirmó las negociaciones están a punto de terminar, sólo se espera de un nuevo jugador para llegar a su actual club y el 31 de enero, la negociación es completa y se unió a Atlético Mineiro. Finalmente, el 2 de febrero de 2013, Alexandre Kalil, presidente del Atlético, anunció el regreso de Tardelli. El acuerdo es de alrededor de € 5.250.000, con un contrato por cuatro años.

### Shandong Luneng
El 17 de enero de 2015 Diego Tardelli unió al club chino Shandong Luneng.
El 14 de febrero de 2015, hizo su debut oficial en el 2015 FA chino Supercopa contra el Guangzhou Evergrande.

## Estadísticas

### Clubes
Datos actualizados al 25 de noviembre de 2021.
| São Paulo F. C. · Brasil | 1.ª           | 2003          | 23  | 9   | 1   | 1  | -  | -  | 6  | 3  | 30  | 13  | 0.43 |
| São Paulo F. C. · Brasil | 1.ª           | 2004          | 29  | 7   | 4   | 1  | -  | -  | 5  | 0  | 38  | 8   | 0.21 |
| São Paulo F. C. · Brasil | 1.ª           | 2005          | 19  | 1   | 18  | 12 | -  | -  | 10 | 4  | 47  | 17  | 0.36 |
| Real Betis Balompié · España | 1.ª           | 2005-06       | 12  | 0   | -   | -  | 2  | 0  | 3  | 1  | 17  | 1   | 0.05 |
| Real Betis Balompié · España | Total club    | Total club    | 12  | 0   | 0   | 0  | 2  | 0  | 3  | 1  | 17  | 1   | 0.05 |
| A. D. São Caetano · Brasil | 1.ª           | 2006          | 7   | 1   | -   | -  | -  | -  | -  | -  | 7   | 1   | 0.14 |
| A. D. São Caetano · Brasil | Total club    | Total club    | 7   | 1   | 0   | 0  | 0  | 0  | 0  | 0  | 7   | 1   | 0.14 |
| PSV Eindhoven · Países Bajos | 1.ª           | 2006-07       | 13  | 3   | -   | -  | 2  | 0  | 5  | 0  | 20  | 3   | 0.17 |
| PSV Eindhoven · Países Bajos | Total club    | Total club    | 13  | 3   | 0   | 0  | 2  | 0  | 5  | 0  | 20  | 3   | 0.15 |
| São Paulo F. C. · Brasil | 1.ª           | 2007          | 20  | 1   | -   | -  | -  | -  | 5  | 0  | 25  | 1   | 0.04 |
| São Paulo F. C. · Brasil | Total club    | Total club    | 91  | 18  | 23  | 14 | 0  | 0  | 26 | 7  | 140 | 39  | 0.28 |
| C. R. Flamengo · Brasil | 1.ª           | 2008          | 16  | 0   | 13  | 5  | -  | -  | 6  | 1  | 35  | 6   | 0.17 |
| C. R. Flamengo · Brasil | Total club    | Total club    | 16  | 0   | 13  | 5  | 0  | 0  | 6  | 1  | 35  | 6   | 0.17 |
| Atlético Mineiro · Brasil | 1.ª           | 2009          | 33  | 19  | 16  | 16 | 5  | 4  | 1  | 0  | 55  | 39  | 0.71 |
| Atlético Mineiro · Brasil | 1.ª           | 2010          | 27  | 10  | 14  | 7  | 6  | 7  | 2  | 0  | 49  | 24  | 0.48 |
| Atlético Mineiro · Brasil | 1.ª           | 2011          | -   | -   | 5   | 4  | 2  | 2  | -  | -  | 7   | 6   | 0.86 |
| F. K. Anzhí Majachkalá · Rusia | 1.ª           | 2011-12       | 13  | 0   | -   | -  | 1  | 0  | -  | -  | 14  | 0   | 0    |
| F. K. Anzhí Majachkalá · Rusia | Total club    | Total club    | 13  | 0   | 0   | 0  | 1  | 0  | 0  | 0  | 14  | 0   | 0    |
| Al-Gharafa S. C. Catar | 1.ª           | 2011-12       | 10  | 4   | -   | -  | -  | -  | 5  | 2  | 15  | 6   | 0.4  |
| Al-Gharafa S. C. Catar | 1.ª           | 2012-13       | 13  | 9   | -   | -  | -  | -  | -  | -  | 13  | 9   | 0.69 |
| Al-Gharafa S. C. Catar | Total club    | Total club    | 23  | 13  | 0   | 0  | 0  | 0  | 5  | 2  | 28  | 15  | 0.54 |
| Atlético Mineiro · Brasil | 1.ª           | 2013          | 26  | 7   | 10  | 4  | 1  | 0  | 15 | 7  | 52  | 18  | 0.34 |
| Atlético Mineiro · Brasil | 1.ª           | 2014          | 24  | 10  | 9   | 2  | 7  | 1  | 10 | 2  | 50  | 15  | 0.3  |
| Shandong Luneng China | 1.ª           | 2015          | 19  | 6   | -   | -  | 5  | 0  | 5  | 0  | 29  | 6   | 0.2  |
| Shandong Luneng China | 1.ª           | 2016          | 12  | 3   | -   | -  | -  | -  | 9  | 6  | 21  | 9   | 0.42 |
| Shandong Luneng China | 1.ª           | 2017          | 18  | 15  | -   | -  | 1  | 1  | -  | -  | 19  | 16  | 0.84 |
| Shandong Luneng China | 1.ª           | 2018          | 24  | 17  | -   | -  | 5  | 3  | -  | -  | 29  | 20  | 0.68 |
| Shandong Luneng China | Total club    | Total club    | 73  | 41  | 0   | 0  | 11 | 4  | 14 | 6  | 98  | 51  | 0.52 |
| Grêmio F.-B. P. A. · Brasil | 1.ª           | 2019          | 29  | 4   | 6   | 1  | 2  | 1  | 10 | 1  | 47  | 7   | 0.14 |
| Grêmio F.-B. P. A. · Brasil | Total club    | Total club    | 29  | 4   | 6   | 1  | 2  | 1  | 10 | 1  | 47  | 7   | 0.14 |
| Atlético Mineiro · Brasil | 1.ª           | 2020          | 3   | 0   | 1   | 0  | -  | -  | -  | -  | 4   | 0   | 0    |
| Atlético Mineiro · Brasil | 1.ª           | 2021          | -   | -   | 5   | 2  | -  | -  | 2  | 0  | 7   | 2   | 0.29 |
| Atlético Mineiro · Brasil | Total club    | Total club    | 113 | 46  | 60  | 35 | 21 | 14 | 30 | 9  | 224 | 104 | 0.46 |
| Santos F. C. · Brasil | 1.ª           | 2021          | 12  | 1   | -   | -  | 1  | 0  | -  | -  | 13  | 1   | 0.08 |
| Santos F. C. · Brasil | Total club    | Total club    | 12  | 1   | 0   | 0  | 1  | 0  | 0  | 0  | 13  | 1   | 0.08 |
| Total carrera | Total carrera | Total carrera | 402 | 127 | 102 | 55 | 40 | 19 | 99 | 27 | 643 | 228 | 0.35 |
| (1) Incluye datos del Campeonato Paulista, Campeonato Carioca, Campeonato Mineiro, Campeonato Gaucho. (2) Incluye datos de la Copa del Rey, Copa de Países Bajos, Copa de Brasil, Copa de Rusia, Supercopa de China, Copa de China. (3) Incluye datos de la Copa Sudamericana, Copa Libertadores, Copa UEFA, Liga de Campeones de la UEFA, Liga de Campeones de la AFC, Copa Mundial de Clubes de la FIFA, Recopa Sudamericana. (5) No se consideran goles en encuentros amistosos. |               |               |     |     |     |    |    |    |    |    |     |     |      |

### Selección nacional
| Selección       | Año   | Amistoso | Amistoso | Eliminatorias | Eliminatorias | Copa América | Copa América | Total | Total |
| Selección       | Año   | PJ       | G        | PJ            | G             | PJ           | G            | PJ    | G     |
| --------------- | ----- | -------- | -------- | ------------- | ------------- | ------------ | ------------ | ----- | ----- |
| Brasil · Brasil | 2009  | 1        | 0        | 3             | 0             | -            | -            | 4     | 0     |
| Brasil · Brasil | 2010  | 1        | 0        | -             | -             | -            | -            | 1     | 0     |
| Brasil · Brasil | 2014  | 4        | 2        | -             | -             | -            | -            | 4     | 2     |
| Brasil · Brasil | 2015  | 1        | 1        | -             | -             | 4            | 0            | 5     | 1     |
| Total           | Total | 7        | 3        | 3             | 0             | 4            | 0            | 14    | 3     |

## Palmarés

### Títulos regionales
| Título              | Equipo             | Región             | Año  |
| ------------------- | ------------------ | ------------------ | ---- |
| Campeonato Paulista | São Paulo F. C.    | São Paulo          | 2005 |
| Taça Guanabara      | C. R. Flamengo     | Río de Janeiro     | 2008 |
| Campeonato Carioca  | C. R. Flamengo     | Río de Janeiro     | 2008 |
| Campeonato Mineiro  | Atlético Mineiro   | Minas Gerais       | 2010 |
| Campeonato Mineiro  | Atlético Mineiro   | Minas Gerais       | 2013 |
| Recopa Gaúcha       | Grêmio F.-B. P. A. | Río Grande del Sur | 2019 |
| Campeonato Gaúcho   | Grêmio F.-B. P. A. | Río Grande del Sur | 2019 |
| Campeonato Mineiro  | Atlético Mineiro   | Minas Gerais       | 2020 |
| Campeonato Mineiro  | Atlético Mineiro   | Minas Gerais       | 2021 |

### Títulos nacionales
| Título             | Club                    | País         | Año     |
| ------------------ | ----------------------- | ------------ | ------- |
| Eredivisie         | PSV Eindhoven           | Países Bajos | 2006-07 |
| Brasileirão        | São Paulo F. C.         | Brasil       | 2007    |
| Copa del Emir      | Al-Gharafa S. C.        | Catar        | 2011-12 |
| Copa de Brasil     | Atlético Mineiro        | Brasil       | 2014    |
| Supercopa de China | Shandong Luneng Taishan | China        | 2015    |

### Títulos internacionales
| Título              | Club             | Sede           | Año  |
| ------------------- | ---------------- | -------------- | ---- |
| Copa Libertadores   | São Paulo F. C.  | São Paulo      | 2005 |
| Copa Libertadores   | Atlético Mineiro | Belo Horizonte | 2013 |
| Recopa Sudamericana | Atlético Mineiro | Belo Horizonte | 2014 |